# Sidodadi (Medan Timur)
Sidodadi is een bestuurslaag in het regentschap Medan van de provincie Noord-Sumatra, Indonesië. Sidodadi telt 5609 inwoners (volkstelling 2010).